# Günter Imhof
Günter Imhof (27 gennaio 1934 – 15 giugno 2010) è stato un calciatore tedesco orientale dal 1990 tedesco, di ruolo attaccante.

## Statistiche

### Cronologia presenze e reti in Nazionale
| Cronologia completa delle presenze e delle reti in nazionale ― Germania Est | Cronologia completa delle presenze e delle reti in nazionale ― Germania Est | Cronologia completa delle presenze e delle reti in nazionale ― Germania Est | Cronologia completa delle presenze e delle reti in nazionale ― Germania Est | Cronologia completa delle presenze e delle reti in nazionale ― Germania Est | Cronologia completa delle presenze e delle reti in nazionale ― Germania Est | Cronologia completa delle presenze e delle reti in nazionale ― Germania Est | Cronologia completa delle presenze e delle reti in nazionale ― Germania Est |
| Data                                                                        | Città                                                                       | In casa                                                                     | Risultato                                                                   | Ospiti                                                                      | Competizione                                                                | Reti                                                                        | Note                                                                        |
| --------------------------------------------------------------------------- | --------------------------------------------------------------------------- | --------------------------------------------------------------------------- | --------------------------------------------------------------------------- | --------------------------------------------------------------------------- | --------------------------------------------------------------------------- | --------------------------------------------------------------------------- | --------------------------------------------------------------------------- |
| 21/09/1952                                                                  | Varsavia                                                                    | Polonia                                                                     | 3 – 0                                                                       | Germania Est                                                                | Amichevole                                                                  | -                                                                           |                                                                             |
| 26/10/1952                                                                  | Bucarest                                                                    | Romania                                                                     | 3 – 1                                                                       | Germania Est                                                                | Amichevole                                                                  | -                                                                           | 58’                                                                         |
| Totale                                                                      |                                                                             | Presenze                                                                    | 2                                                                           |                                                                             | Reti                                                                        | 0                                                                           |                                                                             |